# Episodi di Imposters (seconda stagione)
La seconda ed ultima stagione della serie televisiva Imposters, composta da 10 episodi, è stata trasmessa negli Stati Uniti, da Bravo, dal 5 aprile al 7 giugno 2018.
In Italia, la stagione è trasmessa dal 16 settembre al 18 novembre 2018 su Premium Stories.
| nº | Titolo originale                 | Titolo italiano                    | Prima TV USA   | Prima TV Italia   |
| -- | -------------------------------- | ---------------------------------- | -------------- | ----------------- |
| 1  | Fillion Bollar King              | Un anello da un milione di dollari | 5 aprile 2018  | 16 settembre 2018 |
| 2  | Trouble Maybe                    | Tu crei problemi                   | 12 aprile 2018 | 23 settembre 2018 |
| 3  | Old Unresolved Shit              | Vecchi casini irrisolti            | 19 aprile 2018 | 30 settembre 2018 |
| 4  | Andiamo                          | Andiamo                            | 26 aprile 2018 | 7 ottobre 2018    |
| 5  | Maybe/Definitely                 | Maybe/Definitely                   | 3 maggio 2018  | 14 ottobre 2018   |
| 6  | That's Enough. Off You Go.       | E' sufficiente. Puoi andare        | 10 maggio 2018 | 21 ottobre 2018   |
| 7  | Maid Marian on Her Tip-Toed Feed | Lady Marian ha un talento nascosto | 17 maggio 2018 | 28 ottobre 2018   |
| 8  | Phase Two Sucks                  | La fase due fa schifo              | 24 maggio 2018 | 4 novembre 2018   |
| 9  | The World Needs Heroes. Over.    | Il mondo ha bisogno di eroi. Passo | 31 maggio 2018 | 11 novembre 2018  |
| 10 | See You Soon, Macaroon           | Ci vediamo, biscottino             | 7 giugno 2018  | 18 novembre 2018  |